# Нове Шептахово
Нове Шепта́хово (рос. Новое Шептахово, чув. Çĕнĕ Мăнтăр) — присілок у складі Урмарського району Чувашії, Росія. Входить до складу Великочакинського сільського поселення.
Населення — 367 осіб (2010; 405 у 2002).
Національний склад:
- чуваші — 99 %